# 山鹿市立稲田小学校
山鹿市立稲田小学校（やまがしりつ いなだしょうがっこう）は、熊本県山鹿市鹿本町高橋にあった小学校。

## 沿革
- 1874年 - 米島小学校（庄）、前田小学校（石渕）、真恵小学校（下高橋）、津袋小学校（津袋）創立。
- 1875年 - 維新小学校（高橋）創立。
- 1887年 - 維新小学校と米島小学校が合併し津袋尋常小学校となる。前田小学校は中富村の梶屋小学校と合併し下高橋尋常小学校となる。
- 1909年 - 合併し稲田尋常小学校となる。
- 1912年 - 稲田尋常高等小学校と改称。
- 1941年 - 稲田国民学校と改称。
- 1947年 - 稲田村立稲田小学校と改称。
- 1955年 - 鹿本町立稲田小学校と改称。
- 2005年 - 山鹿市立稲田小学校と改称。
- 2020年3月31日 - 本校・来民(くたみ)・中富の3小学校が統合した鹿本小学校開校により、閉校。

## 著名な卒業生
- 蒲島郁夫 - 政治家（熊本県知事）、政治学者（東京大学名誉教授）[1]
- 星子敏雄 - 満洲国官僚、政治家（熊本市長）[2]